# Sphoeroides nephelus
Sphoeroides nephelus är en fiskart som först beskrevs av George Brown Goode och Tarleton Hoffman Bean 1882.  Sphoeroides nephelus ingår i släktet Sphoeroides och familjen blåsfiskar. Inga underarter finns listade i Catalogue of Life.